# Ясінська улоговина

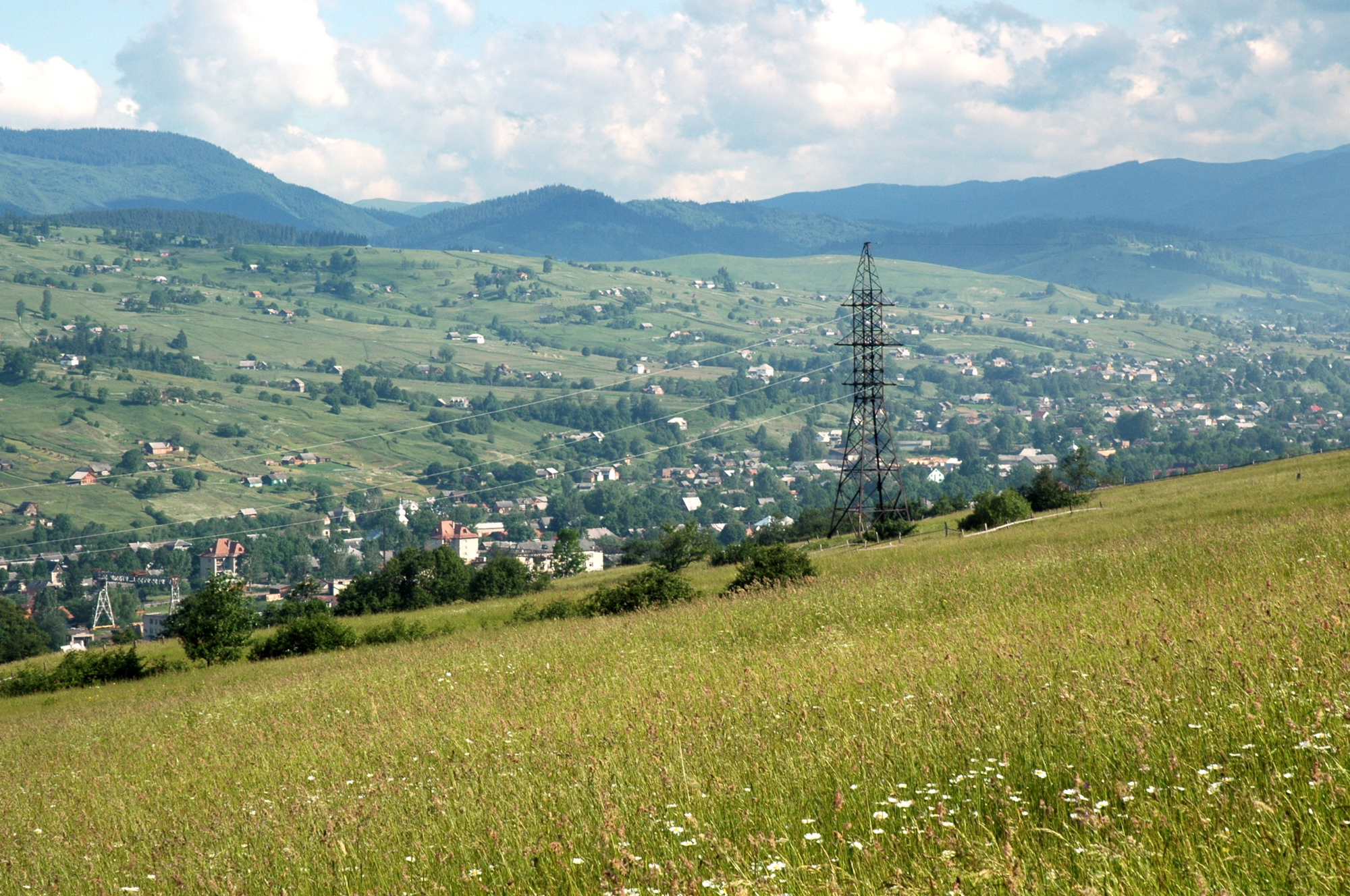
Ясінська улоговина

Я́сінська улого́вина — міжгірське зниження в Українських Карпатах між гірськими масивами Ґорґани, Свидовець та Чорногора, у верхів'ї Чорної Тиси. 
Ясінська улоговина має вигляд східчастого низькогір'я від 700 до 800 м над р. м. (до 1000 м на периферії), з абсолютними відмітками днища 620–650 м. Складається з пласковерхих горбів. Пологі схили розчленовані ярами та балками, з численними зсувами. Місцевість давно заселена, схили терасовані, використовуються для сільського господарства. Ясінська улоговина становить східну частину Середньо-Карпатської улоговини. 
В Ясінській уголовині розташоване смт Ясіня, а в її північно-східній частині — Яблуницький перевал.